# Лерер, Александр Михайлович
Александр Михайлович Лерер  (род. 1 мая 1946 года, Ростов-на-Дону) — ученый-радиофизик, доктор физико-математических наук, профессор Ростовского государственного университета.

## Биография
Александр Михайлович Лерер родился 1 мая 1946 года в Ростове-на-Дону. В 1970 году окончил физический факультет Ростовского университета. По окончании университета работал младшим научным сотрудником лаборатории университета. Продолжил образование в аспирантуре — в 1971—1974 годах учился по специальности «Физическая электроника» в Ростовском государственном университете.
В 1974 году защитил кандидатскую диссертацию в области физико-математических наук по теме: «Применение парных интегральных уравнений к расчету некоторых СВЧ-устройств».
Работал старшим научным сотрудником отдела квантовой радиофизики НИИ физики при Ростовском университете. В 1989 году стал доктором физико-математических наук после защиты докторской диссертации на тему: «Электродинамические методы анализа планарных и диэлектрических СВЧ структур». После защиты диссертации работал ведущим научным сотрудником НИИ физики при Ростовском университете.
В 1992—1996 годах работал профессором кафедры СВЧ физического факультета Ростовского университета. В 1996 году перешёл работать ведущим научный сотрудником в отдел квантовой радиофизики Ростовского университета. С 1999 года стал профессором кафедры электродинамики, а с 2002 года — профессором кафедры прикладной электродинамики Ростовского университета.
В 2008 году избран академиком Академии наук прикладной радиоэлектроники России, Украины и Белоруссии.
Область научных интересов: высокочастотная электродинамика, математическое моделирование процессов дифракции, изучение распространения монохроматических и нестационарных электромагнитных волн. А. М. Лерер предложил новые методы решения задач математического моделирования устройств СВЧ, КВЧ и оптического диапазонов. Под его руководством в университете защищено 9 кандидатских диссертаций.

## Труды
Александр Михайлович Лерер является автором более 300 научных работ, в том числе четырёх монографий, среди которых:
- «Волноводы сложных сечений» г. Ростов — на — Дону, изд-во РГУ, 1983, соавторы Заргано Г. Ф, Ляпин В. П, Синявский Г. П.;
- «Вычислительные методы в современной радиофизике» М.: Физматлит. 2009., соавторы Кравченко В. Ф., Лабунько О. С., Синявский Г. П.;
- «Электродинамический анализ наноантенн миллиметрового, оптического и рентгеновского диапазонов». Иизд-во Lambert Academic Publishing, 2011, соавторы Махно В. В., Махно П. В.